# Dorset Naga
Il Dorset Naga (anche conosciuto come Naga Dorset) è una cultivar di peperoncino della specie Capsicum chinense originaria dell'Inghilterra.
È stata sviluppata nel Dorset, in Inghilterra, da Michael e Joy Michaud.
È imparentata con la cultivar Naga Morich del Bangladesh.
A marzo 2006 è salita agli onori della cronaca come la cultivar più piccante del mondo.

## Caratteristiche
Il frutto, di forma conica, è largo circa due centimetri e lungo fino a quattro centimetri. Il colore va dal verde al rosso, passando per l'arancione.

## Piccantezza
I campioni mandati dalla società produttrice a due differenti laboratori statunitensi hanno dato risultati di 876.000  e 970.000 SHU.
Nel maggio 2006, l'azienda Peppers by Post donò tre piante di Dorset Naga al programma Gardeners' World della BBC, per partecipare ad un concorso di peperoncini. Le piante vennero cresciute in vasi da 22 cm e innaffiate con impianto a capillarità in una serra non riscaldata. I test effettuati nel settembre dello stesso anno dall'Università di Warwick diedero il sorprendente risultato di 1.598.227 SHU. La stessa Peppers by Post ha preso le distanze dal risultato, in attesa di conoscere i dettagli dei procedimenti utilizzati per la taratura.